# Tempi migliori (film 1986)
Tempi migliori (The Best of Times) è un film del 1986 diretto da Roger Spottiswoode con Robin Williams e Kurt Russell.

## Trama
Sono tredici anni che Jack ha il magone: è funzionario nella banca di proprietà del suocero, ma è ancora angosciato dalla sconfitta da lui  causata allora alla squadra di football nella sua città (Taft, in California), che giocava contro quella di Bakersfield. Per rimuovere quella fissazione e anche per ridare un po' di tono a Taft, piombata da tempo nell'inerzia, Jack pensa non vi sia che un modo: ripetere quella partita maledetta. Convince un simpatico meccanico suo amico (Reno), anni prima campione riconosciuto e i due si danno da fare a ricercare i giocatori e rimettere insieme quell'amata squadra, la quale in effetti si ricompone e si allena. Elly, moglie di Jack e Gigi, consorte di Reno, già decise a divorziare per dissapori vari, finiscono con il tifare apertamente per i coniugi, di cui in realtà sono più che innamorate e riamate sinceramente. Negli ultimi minuti di lotta contro 
gli odiatissimi Tigers (fra l'altro sponsorizzati dal suocero di Jack) e  sotto un torrenziale diluvio, il bancario fa sua la palla, si vendica di anni segnati da beffe e rimorsi e la cittadina di Taft rinasce finalmente nell'ottimismo dal suo letargo.